# Choeromorpha albofasciata
Choeromorpha albofasciata är en skalbaggsart som beskrevs av Stefan von Breuning 1936. Choeromorpha albofasciata ingår i släktet Choeromorpha och familjen långhorningar. Inga underarter finns listade i Catalogue of Life.